# La Chaudière
La Chaudière är en kommun i departementet Drôme i regionen Auvergne-Rhône-Alpes i sydöstra Frankrike. Kommunen ligger i kantonen Saillans som tillhör arrondissementet Die. År 2022 hade La Chaudière 31 invånare.

## Befolkningsutveckling
Antalet invånare i kommunen La Chaudière
Referens:INSEE